# Šota Rustaveli
Šota Rustaveli (gruzijski: შოთა რუსთაველი) (oko 1160. – oko 1210.) bio je srednjovjekovni gruzijski pjesnik. Smatran je najistaknutijim pjesnikom gruzijskog zlatnog doba te jednim od najvećih doprinositelja gruzijskoj književnosti. Autor je epa Vitez u leopardovoj koži koji je smatran gruzijskim nacionalnim epom.

## Životopis
O njegovom životu malo je poznato. Stekao je visoou obrazovanje te je vjerojatno živio u Bizantskom Carstvu. Pretpostavlja se da je bio visoki dužnosnik na kraljevskom dvoru Gruzije te da je bio zadužen za kultne spomenike. Prema predaji, kraljica Tamara poklonila mu je grad Rustavi. Na stupu gruzijskoga manastira u Jeruzalemu iz 13. stoljeća ispisano je njegovo ime, stoga se pretpostavlja da je boravio u Jeruzalemu jer je pao u nemilost.

## Vitez u leopardovoj koži
Zbog epa Vitez u leopardovoj koži ili Vitez u tigrovoj koži (gruzijski: ვეფხისტყაოსანი, Vepʰxistqaosani) nazvan je „gruzijskim Homerom”.
Rustaveli u uvodu veliča gruzijsku kraljicu Tamaru te njezinog supruga Davida Soslana spominjući period njihova zajedničkoga života (1189. – 1207.) te time tako otkriva moguće vrijeme pisanja epa. To djelo o ljubavi i prijateljstvu događa se u dvjema usporednim i prepletenim pričama, prva od kojih se odvija u Indiji, dok se druga odvija u Arabiji. Najviša ljubav je božanska, no autor također teži i uzvišenoj ovozemaljskoj ljubavi. Božanska obilježja također ima i poezija, no važna je i njena prosvjetiteljska uloga. Djelo sadrži iznimno leksičko bogatstvo, dojmljive metafore, aforizme i epistule. U djelu pisac brani snagu, ustrajnost, jake strasti te viteške običaje. Piščevi heroji ispunjenu su plemenitim osjećajima te su poganski privrženi štovanju tjelesne ljepote.
Iako je gruzijsko svećenstvo zbog izražajnih svjetovnih obilježja ep mnogostruko plijenilo te spaljivalo, ep se postupno ugradio u narodnu duhovnu baštinu te su njegovi aforizmi postali narodne poslovice. Rustaveli je imao velik utjecaj na daljnju gruzijsku književnost. On je odbacio norme stare crkvene književnosti te je također postavio temelje za oblikovanje modernog gruzijskog književnog jezika. Ep je u redakciji s komentarima književnika i kralja Vahtanga VI. prvi put objavljen 1712. godine.

## Vanjske poveznice
- Šota Rustaveli Hrvatska enciklopedija
- Šota Rustaveli, Proleksis enciklopedija